# 12 Heures de Sebring 1964
Navigation
Édition précédente Édition suivante
Les 12 Heures de Sebring 1964 sont la 13e édition de l'épreuve et la 2e manche du championnat du monde des voitures de sport 1964. Elles ont été remportées le 21 mars 1964 par la Ferrari 275P no 22 de la SEFAC Ferrari pilotée par Mike Parkes et Umberto Maglioli.

## Circuit

Le Sebring International Raceway, cadre des 12 Heures de Sebring 1964.

Les 12 Heures de Sebring 1964 se déroulent sur le Sebring International Raceway situé en Floride. Il est composé de deux longues lignes droites, séparées par des courbes rapides ainsi que quelques chicanes. Le tracé actuel diffère de celui de l'époque. Ce tracé a un grand passé historique car il est utilisé pour des courses automobiles depuis 1950. Ce circuit est célèbre car il a accueilli la Formule 1.

## Résultats
Voici le classement au terme de la course.
- Les vainqueurs de chaque catégorie sont signalés par un fond jauni.

| 1            | P + 3.0  | 22  | SEFAC Ferrari                  | Mike Parkes Umberto Maglioli                          | Ferrari 275P                    | 214 |
| 2            | P + 3.0  | 23  | SEFAC Ferrari                  | Ludovico Scarfiotti Nino Vaccarella                   | Ferrari 275P                    | 213 |
| 3            | P + 3.0  | 21  | SEFAC Ferrari                  | John Surtees Lorenzo Bandini                          | Ferrari 330P                    | 212 |
| 4            | GT 5.0   | 10  | Shelby American Corp.          | Bob Holbert Dave MacDonald                            | Shelby Cobra Daytona Coupe      | 209 |
| 5            | GT 5.0   | 12  | Shelby American Corp.          | Bob Bondurant Lew Spencer                             | Shelby Cobra Roadster           | 205 |
| 6            | GT 5.0   | 14  | Ford of France                 | Jo Schlesser Phil Hill                                | Shelby Cobra Roadster           | 203 |
| 7            | GT 3.0   | 30  | NART                           | David Piper Mike Gammino Pedro Rodríguez              | Ferrari 250 GTO/64              | 201 |
| 8            | GT 5.0   | 80  | Hellerton Motors               | Harold Keck Robert Scott                              | Shelby Cobra Roadster           | 195 |
| 9            | P 3.0    | 37  | Briggs Cunningham              | Lake Underwood Briggs Cunningham                      | Porsche 904 GTS                 | 194 |
| 10           | GT 2.0   | 43  | Porsche System Engineering     | Ben Pon Joe Buzzetta                                  | Porsche 356B 2000 GS GT         | 191 |
| 11           | GT 2.0   | 45  | Carl W. Lindell Inc.           | Chuck Cassel Don Sesslar                              | Porsche 356B Carrera Abarth GTL | 190 |
| 12           | GT 1.6   | 53  | Scuderia Sant Ambroeus         | Jim Kaser Chuck Stoddard                              | Alfa Romeo TZ                   | 188 |
| 13           | GT 5.0   | 1   | Thomas Hitchcock               | Thomas Hitchcock Zourab Tchkotoua                     | Shelby Cobra Roadster           | 187 |
| 14           | GT 3.0   | 29  | NART                           | Bob Grossman Dick Thompson                            | Ferrari 250 GTO LMB             | 186 |
| 15           | GT + 5.0 | 9   | Nickey Chevrolet Co.           | Skip Hudson Jerry Grant                               | Chevrolet Corvette Sting Ray    | 183 |
| 16           | GT 2.0   | 47  | Kjelle Qvale                   | Ed Leslie John Dalton                                 | MGB                             | 180 |
| 17           | P + 3.0  | 4   | McKean Chevrolet Inc.          | Roger Penske Jim Hall                                 | Chevrolet Corvette Grand Sport  | 177 |
| 18           | P 3.0    | 42  | Porsche System Engineering     | Don Webster Bruce Jennings                            | Porsche 356B 2000 GS GT         | 175 |
| 19           | P 3.0    | 41  | Porsche System Engineering     | Edgar Barth Herbert Linge                             | Porsche 718 RS Spyder           | 173 |
| 20           | GT 1.6   | 59  | Robert Scott Jr.               | Jim Clark Ray Parsons                                 | Ford Cortina Lotus              | 171 |
| 21           | GT 2.0   | 48  | Kjelle Qvale                   | Jim Adams Merle Brennan                               | MGB                             | 170 |
| 22           | P + 3.0  | 2   | Mecom Racing Team              | A. J. Foyt John Cannon                                | Chevrolet Corvette Grand Sport  | 168 |
| 23           | GT 1.3   | 62  | Ray Heppenstall                | Tom Fleming Otto Linton James Diaz                    | Abarth-Simca 1300 Bialbero      | 165 |
| 24           | GT 3.0   | 82  | Larry Perkins                  | Bill Eve Larry Perkins                                | Ferrari 250 GTO                 | 158 |
| 25           | P 3.0    | 69  | Autosport International        | Paul Richards Charlie Rainville                       | Alpine M63                      | 153 |
| 26           | GT 1.3   | 65  | Automobiles René Bonnet        | Howard Hanna Richard Toland                           | René Bonnet Djet 2              | 153 |
| 27           | P + 3.0  | 3   | Johnson Chevrolet Co.          | Delmo Johnson Dave Morgan                             | Chevrolet Corvette Grand Sport  | 144 |
| 28           | GT 1.3   | 63  | Scuderia Bear                  | William McKelvy Richard Holquist                      | Abarth-Simca 1300 Bialbero      | 139 |
| 29           | GT 5.0   | 18  | Ed Hugus                       | Ed Lowther George Wintersteen                         | Shelby Cobra Roadster           | 138 |
| 30           | P 3.0    | 51  | Volvo Imports Inc.             | Art Riley Nick Cone                                   | Volvo P1800                     | 136 |
| 31           | P 3.0    | 36  | Precision Motor Cars           | Richie Ginther Ronnie Bucknum                         | Porsche 904 GTS                 | 129 |
| 32           | GT 1.3   | 84  | Duchess Auto Co.               | Newton Davis Paul Layman                              | Lotus Elite                     | 124 |
| 33           | P + 3.0  | 5   | William McLaughlin             | Enus Wilson William McLaughlin Ed Hugus               | Iso Grifo A3C                   | 110 |
| 34           | GT 2.5   | 34  | Genser Forman Triumph Dist.    | George Waltman Ted Lawrence                           | Triumph TR4                     | 79  |
| Disqualifié  |          |     |                                |                                                       |                                 |     |
| 35           | GT 3.0   | 31  | SEFAC Ferrari                  | Carlo-Maria Abate Jean Guichet                        | Ferrari 250 GTO/64              | 113 |
| Abandons     |          |     |                                |                                                       |                                 |     |
| 36           | GT 5.0   | 11  | Shelby American Corp.          | Dan Gurney Bob Johnson                                | Shelby Cobra Roadster           | 191 |
| 37           | P 3.0    | 61  | Donald Healey Motor Company    | John Colgate Clive Baker                              | Austin-Healey Sprite            | 164 |
| 38           | GT 1.6   | 55  | Scuderia Sant Ambroeus         | Roberto Bussinello Giampiero Biscaldi Consalvo Sanesi | Alfa Romeo Giulia TZ            | 160 |
| 39           | GT 3.0   | 32  | Angels Aviation Racing Team    | Ed Cantrell Harry Heuer Don Yenko                     | Ferrari 250 GTO                 | 154 |
| 40           | P 3.0    | 39  | Jack Ryan                      | Jack Ryan Bill Bencker                                | Porsche 904 GTS                 | 147 |
| 41           | P 3.0    | 68  | Automobiles Alpine             | Mauro Bianchi José Rosinski                           | Alpine M63                      | 140 |
| 42           | P + 3.0  | 24  | Maranello Concessionaires      | Graham Hill Joakim Bonnier                            | Ferrari 330P                    | 139 |
| 43           | GT 5.0   | 16  | Ralph Noseda                   | Ralph Noseda Jef Stevens                              | Shelby Cobra Roadster           | 138 |
| 44           | GT 5.0   | 19  | George Reed                    | Dan Gerber George Reed                                | Shelby Cobra Roadster           | 117 |
| 45           | GT 2.0   | 44  | Porsche Car Imports            | Victor Merino Jorge Torruellas                        | Porsche 356B Carrera Abarth GTL | 101 |
| 46           | GT 1.6   | 56  | Scuderia Sant Ambroeus         | Filippo Theodoli Consalvo Sanesi Gianni Bulgari       | Alfa Romeo Giulia TZ            | 93  |
| 47           | P + 3.0  | 1   | Shelby American Corp.          | Ken Miles John Morton                                 | Shelby Cobra 427                | 81  |
| 48           | GT 1.6   | 54  | Scuderia Sant Ambroeus         | Chuck Dietrich Bill Wuesthoff                         | Alfa Romeo Giulia TZ            | 70  |
| 49           | P 3.0    | 70  | Autosport International        | Ray Cuomo Bob Tullius                                 | Alpine M63                      | 66  |
| 50           | GT 5.0   | 17  | Graham Shaw                    | Charlie Hayes Graham Shaw                             | Shelby Cobra                    | 62  |
| 51           | GT + 5.0 | 6   | George Robertson               | George Robertson Dick Boo                             | Chevrolet Corvette              | 52  |
| 52           | GT 1.6   | 52  | Kenneth Chamblis               | John Bentley Lyle Witmer                              | Porsche 356B Carrera Abarth GTL | 52  |
| 53           | GT 3.0   | 33  | Donald Healey Motor Company    | Paddy Hopkirk Grant Clark                             | Austin-Healey 3000              | 49  |
| 54           | P 3.0    | 38  | Carel Godin de Beaufort        | Carel Godin de Beaufort                               | Porsche 904 GTS                 | 48  |
| 55           | P 3.0    | 40  | Hap Sharp                      | Hap Sharp Ronnie Hissom                               | Porsche 904 GTS                 | 45  |
| 56           | P + 3.0  | 20  | Mecom Racing Team              | Augie Pabst Walt Hansgen                              | Lola Mk.6 GT                    | 44  |
| 57           | P + 3.0  | 25  | NART                           | Pedro Rodríguez John Fulp                             | Ferrari 330P                    | 40  |
| 58           | GT 1.6   | 57  | Stirling Moss Auto Racing Team | Hugh Dibley R. G. Rossler                             | Lotus Elan                      | 39  |
| 59           | P 3.0    | 49  | Volvo Imports Inc.             | Art Tattersall Gunnar Engelin                         | Volvo P1800                     | 31  |
| 60           | P 3.0    | 28  | NART                           | Tom O'Brien Charlie Kolb Ronald Hutchinson            | Ferrari 250 LM                  | 30  |
| 61           | P 3.0    | 50  | Volvo Imports Inc.             | Dave Jordan John Christy                              | Volvo P1800                     | 29  |
| 62           | GT 2.0   | 46  | Kjell Qvale                    | Jim Parkinson Jack Flaherty                           | MGB                             | 15  |
| 63           | GT 2.5   | 35  | Nuclear Electronic Lab         | Al Rogers Al Treuhaft                                 | Morgan 4/4                      | 12  |
| 64           | GT 1.3   | 67  | Donald Healey Motor Company    | Al Pease Donna Mae Mims                               | Austin-Healey Sprite            | 9   |
| 65           | GT 1.3   | 64  | Donald Kearney                 | Donald Kearney Howard Franklin                        | Triumph Spitfire                | 7   |
| 66           | GT 1.3   | 85  | Autosport International        | William Haenelt John Norwood                          | Alpine A110                     | 2   |
| Non-partants |          |     |                                |                                                       |                                 |     |
| 67           | P + 3.0  | 27  | Fong Racing Associates         | Charlie Kolb Charlie Rainville                        | Ferrari 330 LMB                 |     |
| 68           | P + 3.0  | 25T | NART                           | Pedro Rodríguez                                       | Ferrari 330P                    |     |